# Панонско море
Панонско море је водено пространство које је постојало на простору Панонске низије око 30 милиона година, а нестало је пре око 600.000 година. Захватало је простор између Алпа на западу и Динарида на југу и Карпата и Родопида на истоку и југоистоку. Панонско море било је залив Паратетиса, који је чинио део великог праокеана Тетиса.

## Постанак и границе
У олигоцену пре око 34 милиона година дошло је до формирања Панонског басена, тј, до његовог спуштања. У миоцену у њега продире вода из океана Тетиса. Тетис је на северу преко Бечког и Ронског басена био повезан са Паратетисом, а на југу та веза остварена је преко Трансегејске бразде. Од миоцена до леванта Панонско море прошло је кроз пет фаза постојања и три стадијума — морског, језерског и барског. Ово водено пространство прекривало је простор данашње северне и источне Хрватске, северни део Босне и Херцеговине (Посавина, Семберија и тузланска котлина), затим североисточне делове Словеније (Прекомурје), источне делове Аустрије, запад Словачке, крајњи југ Чешке скоро целу Мађарску, запад Румуније, дио Закарпатске Украјине и значајан део Србије (Војводина, Шумадија, Поморавље).

## Основне одлике
Потврде о слаткој води су седиментни конгломерати, пешчари, лапори и кречњаци у којима су нађени слатководни фосили шкољака конгерија, мали остракоди и листови копнених биљака. Море је у остацима пешчара оставио раменоношца Terebratural-а и главоношца Aturia, док су у лапорима нађене фораминифере. 
У бадену када постоји плитко и топло море, расли су корални гребени и црвене алге Lithothamnium, а у зони јаких валова живели су шкољкаши дебелих љуштура попут Pectena, Ostrea и Chlamys, и велики јежеви Clypeaster које можемо наћи у биогеном кречном седименту литавцу, који се као грађевински материјал вадио у средњем веку. У дубљем мору живели су шкољкаши танких нежних љуштура као Amussium denudatum и Solenomya doderleini.

## Фазе постојања

### Медитеран
Почетком миоцена море се проширило на источне крајеве Србије, али је било плитко. У то време Авала и Космај су спојени и чинили су полуострво. Вода је у Шумадији продрла до Аранђеловца и линије Букуља—Венчац, на западу до Дрине и Јадра, а на истоку до Доњег Милановца и Петровца. Из овог периода су наслаге угља из Млавског басена. Нађено је мноштво фосилних риба, фосилне кости усатог кита, кости сирена (морских крава), зуби морских паса.

### Сармат
У овом раздобљу прекида се веза између Панонског мора и Тетиса у Моравској. Шумадијске планине се благо спуштају тако да вода надире све до Крушевца, а Авала и Космај постају острва. У околини Београда таложе се наслаге кречњака. Угаљ из Крушевачког басена датира из овог периода. На копну су расла стабла чије је лишће ношено ветром доспело у море, те је нађено фосилизовано у лапорима. Развијене су уобичајене врсте дрвећа храст, врба, буква, али и медитеранско биље као што су ловор, фикус, циметовац. То указује на топлију климу него што је данас.

### Панон
У панону (крај миоцена) долази до прекида везе између Панонског и Влашко-понтијског мора у Ђердапу. Узрок томе било је интензивно издизање Карпата. Као последица оваквих промена вода са севера надире све до Ниша и Алексинца, а дубине достижи и 850 m. Море остаје на југу преко Кумановско-прешевске повије у вези са Егејским морем, а преко Качаничке клисуре „комуницира“ са Косовским и Метохијским језером. Период пре око 11-8 милиона година карактерише и значајан губитак салинитета, па је врло мало сарматских врста преживело. Појавиле су се нове, попут пужева Limnaea extensa и Gyraulus praeponticus.

### Понт
Почетком плиоцена (понт) успоставља се поново веза у Ђердапу, ниво воде се снижава, а проток кроз клисуру расте. Море се лагано повлачи из Шумадије па се формирају Моравски и Колубарски залив. У Војводини у дубоким депресијама (до 1000 m) акумулира се песак (нафта). Богате наслаге угља у Костолачком и Колубарском басену датирају из овог периода. Панонско море ушло је у „језерски стадијум“. Услед промене нивоа и смањења површине настају неке нове врсте живог света — пужеви с надуваним задњим завојем (Limnaea, Boskovicia, Lytostoma, Valenciennesia), ситни пужић Micreomelania, нови родови ребрастих шкољки (Limnocardium, Paradacna, Pteradacna, Didacna) и др. Обале су настањивали сродници праслонова „динотерији“, хранећи се лишћем разноликог дрвећа. О томе сведочи зуб праслона, којег је након угинућа животиње можда поток донео у језерски муљ. Припадао је врсти Dinotherium giganteum.

### Левант
Левантска фаза представља последњи период постојања Панонског мора, које у овом раздобљу еволуира из „језерског“ у „барски стадијум“. Вода се задржала само у дубоким депресијама, а остатак је отицао долином Прадунава преко Ђердапске клисуре. Пре око 600 хиљада година и након 30 милиона година постојања Панонско море најзад нестаје, формира се савремена хидрографска мрежа у којој доминира ток Дунава и његове притоке.

## Постморска фаза
У квартару (2 милиона година до данас) се улази у ледено доба, односно наизменична топла и хладна раздобља. Последње залеђивање у том низу био је глацијал вирм који је трајао око сто хиљада година. Пре 43 хиљаде година на овом подручју је живео неандерталац који се истеравши медведе уселио у њихове пећине. Критична временска тачка за људску цивилизацију је престанак Леденог доба (око 11.000 до 10.000. п. н. е.), кад су могли остаци мора одн. језера да исцуре у Црно море. Недуго после тога већ имамо културу Лепенског вира (почиње око 9.500. п. н. е.) која се формира на обалама Дунава у Ђердапу. Иако неки научници оспоравају биолошку и културну везу Лепенаца и Винчанаца, можда је баш разлог томе било изливање последњих остатака Панонског мора. На то би могло указивати и дебљина културног слоја Винче од 14 m. Паралелан догађај овом било би отварање Босфорског мореуза на Црном мору.